# ІФК (Чернівці)
Футбольний клуб ІФК (Чернівці) або просто ІФК (нім. Internationaler Fußballklub Czernowitz) — румунський футбольний клуб з міста Чернівці, заснований німецькою меншиною навесні 1909 року, 1910 року разом з «Данубією» (Чернівці) утворив БАСК (Чернівці), який розформували 1928 року.

## Історія
Футбольна команда ІФК (Чернівці) (міжнародний футбольний клуб) заснована в Чернівцях навесні 1909 року місцевою німецькою громадою, яка залишила ДФК (Чернівці). 27 травня 1910 року об'єднався з «Данубією» (Чернівці) (також заснований навесні 1909 року), внаслідок чого утворився БАСК (Чернівці) (BASK німецькою: Bukowinaer Allgemeiner Sport Klub - Буковинський мультиспортивний клуб), назва якого було збережена, але румунською мовою («Societatea Generală de Sport Cernăuți»). До БАСКу 1910 року приєдналася «Сарматія» (Чернівці), але в 1912 році вийшла з новою назвою: «Доростор Соколи», а в 1919 році отримала назву «Полонія» (Чернівці).
У червні 1928 року БАСК розформувало.